# Таня Ґенді
Таня Ґенді (англ. Tanya Gandy, 20 серпня 1987) — американська ватерполістка.
Чемпіонка світу з водних видів спорту 2009 року.